# Euplexia chalcochlora
Euplexia chalcochlora är en fjärilsart som beskrevs av George Francis Hampson 1896. Euplexia chalcochlora ingår i släktet Euplexia och familjen nattflyn. Inga underarter finns listade i Catalogue of Life.